# Lista siturilor arheologice din județul Neamț - B
Lista siturilor arheologice din județul Neamț - B conține toate siturile arheologice din județul Neamț înscrise în Repertoriul Arheologic Național (RAN) și aflate în localități al căror nume începe cu litera B. RAN este administrat de Ministerul Culturii și Patrimoniului Național și cuprinde date științifice, cartografice, topografice, imagini și planuri, precum și orice alte informații privitoare la zonele cu potențial arheologic, studiate sau nu, încă existente sau dispărute.
Puteți căuta un sit din localitățile care încep cu litera B folosind formularul de mai jos sau puteți naviga prin toate siturile din județ la Lista siturilor arheologice din județul Neamț.
| Cod RAN                                   | Denumire | Localitate                          | Adresă             | Datare                               | Descoperit | Coordonate                                    | Imagine           | Erori            |
| ----------------------------------------- | --- | ----------------------------------- | ------------------ | ------------------------------------ | ---------- | --------------------------------------------- | ----------------- | ---------------- |
| 123987.01.01                              | Situl arheologic de la Borșeni - "Bulgărie" / ansamblu anonim (Categorie: locuire civilă) (Tip: Așezare)                                                                | sat Borșeni, comuna Războieni       | Bulgărie           | sec. II-III                          |            | 47°04′00″N 26°34′00″E / 47.06667°N 26.56667°E | Încărcați imagine | Raportați eroare |
| 123987.01.02                              | Situl arheologic de la Borșeni - "Bulgărie" / ansamblu anonim (Categorie: locuire civilă) (Tip: Așezare)                                                                | sat Borșeni, comuna Războieni       | Bulgărie           | sec. V - VIII                        |            | 47°04′00″N 26°34′00″E / 47.06667°N 26.56667°E | Încărcați imagine | Raportați eroare |
| 123987.01.03                              | Situl arheologic de la Borșeni - "Bulgărie" / ansamblu anonim (Categorie: locuire civilă) (Tip: necropola)                                                              | sat Borșeni, comuna Războieni       | Bulgărie           | Sântana de Mureș - Cerneahov sec. IV |            | 47°04′00″N 26°34′00″E / 47.06667°N 26.56667°E | Încărcați imagine | Raportați eroare |
| 123987.01.03                              | Situl arheologic de la Borșeni - "Bulgărie" / complex anonim (Categorie: locuire civilă) (Tip: locuință)                                                                | sat Borșeni, comuna Războieni       | Bulgărie           | sec.V-VII                            |            | 47°04′00″N 26°34′00″E / 47.06667°N 26.56667°E | Încărcați imagine | Raportați eroare |
| 123987.01.03                              | Situl arheologic de la Borșeni - "Bulgărie" / complex anonim (Categorie: locuire civilă) (Tip: cuptor)                                                                  | sat Borșeni, comuna Războieni       | Bulgărie           | sec.V-VII                            |            | 47°04′00″N 26°34′00″E / 47.06667°N 26.56667°E | Încărcați imagine | Raportați eroare |
| 123987.01.04                              | Situl arheologic de la Borșeni - "Bulgărie" / ansamblu anonim (Categorie: locuire civilă) (Tip: Așezare)                                                                | sat Borșeni, comuna Războieni       | Bulgărie           | sec. VIII-IX                         |            | 47°04′00″N 26°34′00″E / 47.06667°N 26.56667°E | Încărcați imagine | Raportați eroare |
| 123987.01                                 | Situl arheologic de la Borșeni - "Bulgărie" / ansamblu anonim (Categorie: locuire civilă)                                                                               | sat Borșeni, comuna Războieni       | Bulgărie           |                                      |            | 47°04′00″N 26°34′00″E / 47.06667°N 26.56667°E | Încărcați imagine | Raportați eroare |
| 123987.01                                 | Situl arheologic de la Borșeni - "Bulgărie" / ansamblu anonim (Categorie: locuire civilă)                                                                               | sat Borșeni, comuna Războieni       | Bulgărie           |                                      |            | 47°04′00″N 26°34′00″E / 47.06667°N 26.56667°E | Încărcați imagine | Raportați eroare |
| 122043.01.01 (Cod LMI: NT-II-m-B-10592)   | Biserica de lemn "Sfinții Voievozi" de la Bistricioara / ansamblu Biserica de lemn "Sfinții Voievozi" (Categorie: structură de cult/religioasă) (Tip: Biserică de lemn) | sat Bistricioara, comuna Ceahlău    |                    | ante 1775, refăcută în 1831          |            |                                               | Încărcați imagine | Raportați eroare |
| 122418.02.01                              | Așezarea medievală de la Borniș - Obârșia / ansamblu anonim (Categorie: locuire civilă) (Tip: Așezare)                                                                  | sat Borniș, comuna Dragomirești     | Obârșia            | sec. XIII - XIV                      |            |                                               | Încărcați imagine | Raportați eroare |
| 121885.03.01                              | Așezarea Latene târziu de la Bozieni-La izvoare / ansamblu anonim (Categorie: locuire civilă) (Tip: Așezare)                                                            | sat Bozieni, comuna Bozieni         | La izvoare         | sec. II - III                        |            |                                               | Încărcați imagine | Raportați eroare |
| 120799.02.01                              | Necropola medievală de la Brășăuți - "Vatra satului" / ansamblu anonim (Categorie: descoperire funerară) (Tip: Necropolă)                                               | sat Brășăuți, comuna Dumbrava Roșie | Vatra satului      | sec. XV - XVIII                      | 1958       | 46°51′54″N 26°26′04″E / 46.86489°N 26.4344°E  | Încărcați imagine | Raportați eroare |
| 124046.01.01                              | Așezarea precucutenienă de la Bețești - Dealul Buruienești / ansamblu anonim (Categorie: locuire civilă) (Tip: Așezare)                                                 | sat Bețești, comuna Rediu           | Dealul Buruienești | Precucuteni - III                    | mai 2006   | 46°44′23″N 26°34′52″E / 46.7397°N 26.58122°E  | Încărcați imagine | Raportați eroare |
| 121616.01.01                              | Așezarea de la Bodești - Dealul Roatelor / ansamblu anonim (Categorie: locuire civilă) (Tip: Așezare)                                                                   | sat Bodești, comuna Bodești         | Dealul Roatelor    | Sântana de Mureș sec. IV p.Chr       |            | 47°03′01″N 26°25′06″E / 47.05028°N 26.41833°E | Încărcați imagine | Raportați eroare |
| 121616.01.02                              | Așezarea de la Bodești - Dealul Roatelor / ansamblu anonim (Categorie: locuire civilă) (Tip: Așezare)                                                                   | sat Bodești, comuna Bodești         | Dealul Roatelor    | Noua                                 |            | 47°03′01″N 26°25′06″E / 47.05028°N 26.41833°E | Încărcați imagine | Raportați eroare |
| 121741.01.01                              | Așezarea carpică de la Borlești- Dealul Puriceni / ansamblu anonim (Categorie: locuire) (Tip: Așezare)                                                                  | sat Borlești, comuna Borlești       | Dealul Puriceni    | carpică sec. II-III                  | 2009       | 46°45′38″N 26°30′10″E / 46.7606°N 26.50285°E  | Încărcați imagine | Raportați eroare |
| 121741.02.1                               | Situl arheologic de la Borlești - Dealul Runcu / ansamblu anonim (Categorie: locuire) (Tip: Așezare)                                                                    | sat Borlești, comuna Borlești       | Dealul Runcu       | Costișa                              | 1968       | 46°45′05″N 26°29′05″E / 46.75146°N 26.48469°E | Încărcați imagine | Raportați eroare |
| 121741.02.2                               | Situl arheologic de la Borlești - Dealul Runcu / ansamblu anonim (Categorie: locuire) (Tip: Așezare)                                                                    | sat Borlești, comuna Borlești       | Dealul Runcu       | Precucuteni - I                      | 1968       | 46°45′05″N 26°29′05″E / 46.75146°N 26.48469°E | Încărcați imagine | Raportați eroare |
| 122043.02.01                              | Așezarea paleolitică de la Bistricioara - Lutărie / ansamblu anonim (Categorie: locuire civilă) (Tip: așezare)                                                          | sat Bistricioara, comuna Ceahlău    | Lutărie            | Aurignacian 35.000-25.000            | 1955       | 47°03′35″N 26°56′55″E / 47.05972°N 26.94861°E | Încărcați imagine | Raportați eroare |
| 122043.02.02                              | Așezarea paleolitică de la Bistricioara - Lutărie / ansamblu anonim (Categorie: locuire civilă) (Tip: așezare)                                                          | sat Bistricioara, comuna Ceahlău    | Lutărie            | Gravetian 25.000-15.000              | 1955       | 47°03′35″N 26°56′55″E / 47.05972°N 26.94861°E | Încărcați imagine | Raportați eroare |
| 121162.01.01 (Cod LMI: NT-I-s-B-10482)    | Așezarea carpică de la Bahna - "În Livezi" / ansamblu anonim (Categorie: locuire civilă) (Tip: Așezare)                                                                 | sat Bahna, comuna Bahna             | În Livezi          | carpică sec. II - III                |            | 46°46′00″N 26°49′00″E / 46.76667°N 26.81667°E | Încărcați imagine | Raportați eroare |
| 121304.01.01 (Cod LMI: NT-I-s-B-10484)    | Așezarea paleolitică de la Bicaz-Chei - "Munticelu" / ansamblu anonim (Categorie: locuire civilă) (Tip: Așezare)                                                        | sat Bicaz-Chei, comuna Bicaz-Chei   | Munticelu          | gravettian                           |            | 46°51′N 25°54′E / 46.85°N 25.9°E              | Încărcați imagine | Raportați eroare |
| 121475.01.01 (Cod LMI: NT-I-s-B-10483)    | Așezarea preistorică de la Bârgăuani - "Dealul Coșăriei" / ansamblu anonim (Categorie: locuire civilă) (Tip: Așezare)                                                   | sat Bârgăuani, comuna Bârgăuani     | Dealul Coșăriei    | Cucuteni - A, B                      |            | 46°48′00″N 26°40′00″E / 46.8°N 26.66667°E     | Încărcați imagine | Raportați eroare |
| 121475.01.02 (Cod LMI: NT-I-s-B-10483)    | Așezarea preistorică de la Bârgăuani - "Dealul Coșăriei" / ansamblu anonim (Categorie: locuire civilă) (Tip: Așezare)                                                   | sat Bârgăuani, comuna Bârgăuani     | Dealul Coșăriei    | Costișa                              |            | 46°48′00″N 26°40′00″E / 46.8°N 26.66667°E     | Încărcați imagine | Raportați eroare |
| 121625.01.01 (Cod LMI: NT-I-s-B-10485)    | Așezarea Cucuteni de la Bodeștii de Jos - "Cetățuia Frumușica" / ansamblu anonim (Categorie: locuire civilă) (Tip: Așezare)                                             | sat Bodeștii de Jos, comuna Bodești | Cetățuia Frumușica | Cucuteni - A, A-B, B                 |            | 47°02′00″N 26°27′00″E / 47.03333°N 26.45°E    | Încărcați imagine | Raportați eroare |
| 121885.01.01 (Cod LMI: NT-I-m-B-10487.02) | Situl arheologic de la Bozieni - "La Cenușărie" / ansamblu anonim (Categorie: locuire civilă) (Tip: Așezare)                                                            | sat Bozieni, comuna Bozieni         | La Cenușărie       | geto-dacică sec. II - III            |            | 46°50′00″N 27°10′00″E / 46.83333°N 27.16667°E | Încărcați imagine | Raportați eroare |
| 121885.01.02 (Cod LMI: NT-I-m-B-10487.01) | Situl arheologic de la Bozieni - "La Cenușărie" / ansamblu anonim (Categorie: locuire civilă) (Tip: Așezare)                                                            | sat Bozieni, comuna Bozieni         | La Cenușărie       | sec. XV - XVII                       |            | 46°50′00″N 27°10′00″E / 46.83333°N 27.16667°E | Încărcați imagine | Raportați eroare |
| 121885.02.01 (Cod LMI: NT-I-s-B-10488)    | Așezarea medievală de la Bozieni - "La Cuptoare" / ansamblu anonim (Categorie: locuire civilă) (Tip: Așezare)                                                           | sat Bozieni, comuna Bozieni         | La Cuptoare        | sec. XV - XVII                       |            | 46°50′00″N 27°09′00″E / 46.83333°N 27.15°E    | Încărcați imagine | Raportați eroare |
| 120799.01.01 (Cod LMI: NT-I-s-B-10489)    | Așezarea medievală timpurie de la Brășăuți - "La Școală" / ansamblu anonim (Categorie: locuire civilă) (Tip: Așezare)                                                   | sat Brășăuți, comuna Dumbrava Roșie | La Școală          | sec. VIII - IX                       |            | 46°58′41″N 26°16′31″E / 46.97805°N 26.27528°E | Încărcați imagine | Raportați eroare |
| 124288.01.01 (Cod LMI: NT-I-m-B-10490.02) | Situl arheologic de la Butnărești - "La Chinaru" / ansamblu anonim (Categorie: locuire) (Tip: Așezare)                                                                  | sat Butnărești, comuna Secuieni     | La Chinaru         |                                      |            | 47°14′11″N 26°17′00″E / 47.23633°N 26.28333°E | Încărcați imagine | Raportați eroare |
| 124288.01.02 (Cod LMI: NT-I-s-B-10490)    | Situl arheologic de la Butnărești - "La Chinaru" / ansamblu anonim (Categorie: locuire) (Tip: Așezare)                                                                  | sat Butnărești, comuna Secuieni     | La Chinaru         | carpică sec. II - III                |            | 47°14′11″N 26°17′00″E / 47.23633°N 26.28333°E | Încărcați imagine | Raportați eroare |
| 124288.01.03 (Cod LMI: NT-I-m-B-10490.01) | Situl arheologic de la Butnărești - "La Chinaru" / ansamblu anonim (Categorie: locuire) (Tip: Necropolă)                                                                | sat Butnărești, comuna Secuieni     | La Chinaru         | geto-dacică sec. II - III            |            | 47°14′11″N 26°17′00″E / 47.23633°N 26.28333°E | Încărcați imagine | Raportați eroare |
| 122418.01.01 (Cod LMI: NT-I-s-B-10486)    | Situl arheologic de la Borniș - "Mălești" / ansamblu anonim (Categorie: locuire civilă) (Tip: Așezare)                                                                  | sat Borniș, comuna Dragomirești     | Mălești            | sec. XIV - XVII                      |            | 47°01′00″N 26°35′20″E / 47.01667°N 26.58889°E | Încărcați imagine | Raportați eroare |
| 122418.01.02 (Cod LMI: NT-I-s-B-10486)    | Situl arheologic de la Borniș - "Mălești" / ansamblu anonim (Categorie: locuire civilă) (Tip: Așezare)                                                                  | sat Borniș, comuna Dragomirești     | Mălești            | sec III - II a. Chr.                 |            | 47°01′00″N 26°35′20″E / 47.01667°N 26.58889°E | Încărcați imagine | Raportați eroare |
| 122418.01.03 (Cod LMI: NT-I-s-B-10486)    | Situl arheologic de la Borniș - "Mălești" / ansamblu anonim (Categorie: locuire civilă) (Tip: Așezare)                                                                  | sat Borniș, comuna Dragomirești     | Mălești            | sec. II - III                        |            | 47°01′00″N 26°35′20″E / 47.01667°N 26.58889°E | Încărcați imagine | Raportați eroare |
| 122418.01.04 (Cod LMI: NT-I-s-B-10486)    | Situl arheologic de la Borniș - "Mălești" / ansamblu anonim (Categorie: locuire civilă) (Tip: Așezare)                                                                  | sat Borniș, comuna Dragomirești     | Mălești            | sec. VI - IX                         |            | 47°01′00″N 26°35′20″E / 47.01667°N 26.58889°E | Încărcați imagine | Raportați eroare |